# Les Joueurs de dés
Les Joueurs de dés est un tableau réalisé vers 1650 par le peintre lorrain Georges de La Tour. De format horizontal, cette huile sur toile est une scène de genre qui représente quatre joueurs de dés et un fumeur de pipe autour d'une table éclairée à la bougie. Legs d'Annie Elizabeth Clephan en 1930, l'œuvre est conservée au Preston Park Museum de Stockton-on-Tees, en Angleterre, au Royaume-Uni.